# Comissão da Verdade (Chade)
A Comissão de Inquérito sobre os Crimes e Desvios Cometidos pelo Ex-Presidente Habré, Seus Comparsas e/ou Cúmplices (em francês:  Commission d'Enquête du Ministère Chadien de la Justice sur les Crimes du Régime de Hissène Habré) foi criada em 29 de dezembro de 1990 pelo presidente do Chade Idriss Déby. Seu objetivo era investigar as “detenções ilegais, assassinatos, desaparecimentos, torturas, maus-tratos, outros atentados à integridade física e mental de pessoas; além de todas as violações de direitos humanos, tráfico ilícito de entorpecentes e desvio de fundos do Estado entre 1982 e 1990”, quando o ex-presidente Hissène Habré estava no poder.
Reportou em 7 de maio de 1992, descrevendo aproximadamente 40.000 assassinatos e 200.000 casos de tortura cometidos pela Direção de Documentação e Segurança (DDS) do regime Habré e detalhando o envolvimento de governos estrangeiros no financiamento e treinamento do órgão. A comissão publicou os nomes e fotografias dos piores perpetradores e seu trabalho tem sido amplamente utilizado pelas famílias das vítimas que tentam buscar justiça. No entanto, as suas recomendações foram amplamente ignoradas pelo regime do Presidente Déby.

## Perpetradores notáveis
- Saleh Younous e Mahamat Djibrine: condenados à prisão perpétua no Chade por cumplicidade no regime de Habré.[5]

## Impacto

### Impacto nacional
Idriss Déby, que ordenou a comissão, não deu seguimento às suas recomendações e aludiu à falta de recursos para impedir a publicação do relatório. Por isso e pelo fato de não haver audiências públicas, poucos chadianos têm conhecimento do trabalho da comissão. Enquanto isso, os abusos de direitos humanos continuaram sob o regime de Déby e ele até integrou em seu governo, como altas autoridades, cerca de quarenta conhecidos perpetradores identificados pela comissão. Portanto, parece que seu real objetivo ao montar a comissão era apenas mostrar Habré como um criminoso, melhorar sua própria imagem e legitimar seu governo.

### Impacto internacional
No entanto, uma vez que o relatório foi vazado por meio de uma editora francesa, suas descobertas foram conhecidas e usadas fora do Chade por vítimas que buscavam justiça. Os defensores dos direitos humanos usaram-no em suas tentativas de levar Habré a julgamento, pois os ajudou a encontrar testemunhas. Em setembro de 2005, Hissène Habré foi preso em sua villa senegalesa. Seu julgamento começou em 20 de julho de 2015 em Dakar.